# Oak Grove (hrabstwo Sumner)
Oak Grove – jednostka osadnicza w Stanach Zjednoczonych, w stanie Tennessee, w hrabstwie Sumner.